# Віллага
Віллага, Віллаґа (італ. Villaga, вен. Viłaga) — муніципалітет в Італії, у регіоні Венето, провінція Віченца.
Віллага розташована на відстані близько 400 км на північ від Рима, 65 км на захід від Венеції, 17 км на південь від Віченци.
Населення — 1928 осіб (2014).

## Демографія
Населення за роками:

Станом на 1 січня 2023 року в муніципалітеті офіційно проживали 74 іноземці з 17 країн, серед них 12 громадян країн Євросоюзу та 6 громадян України.

## Сусідні муніципалітети
- Альбеттоне
- Барбарано-Вічентіно
- Гранкона
- Сан-Джермано-дей-Беричі
- Соссано
- Цовенчедо